# Saint-Maurice-sur-Fessard
Saint-Maurice-sur-Fessard is een gemeente in het Franse departement Loiret (regio Centre-Val de Loire). De plaats maakt deel uit van het arrondissement Montargis. Saint-Maurice-sur-Fessard telde op 1 januari 2022 1.144 inwoners.

## Geografie
De oppervlakte van Saint-Maurice-sur-Fessard bedroeg op 1 januari 2022 15,38 vierkante kilometer; de bevolkingsdichtheid was toen 74,4 inwoners per km².

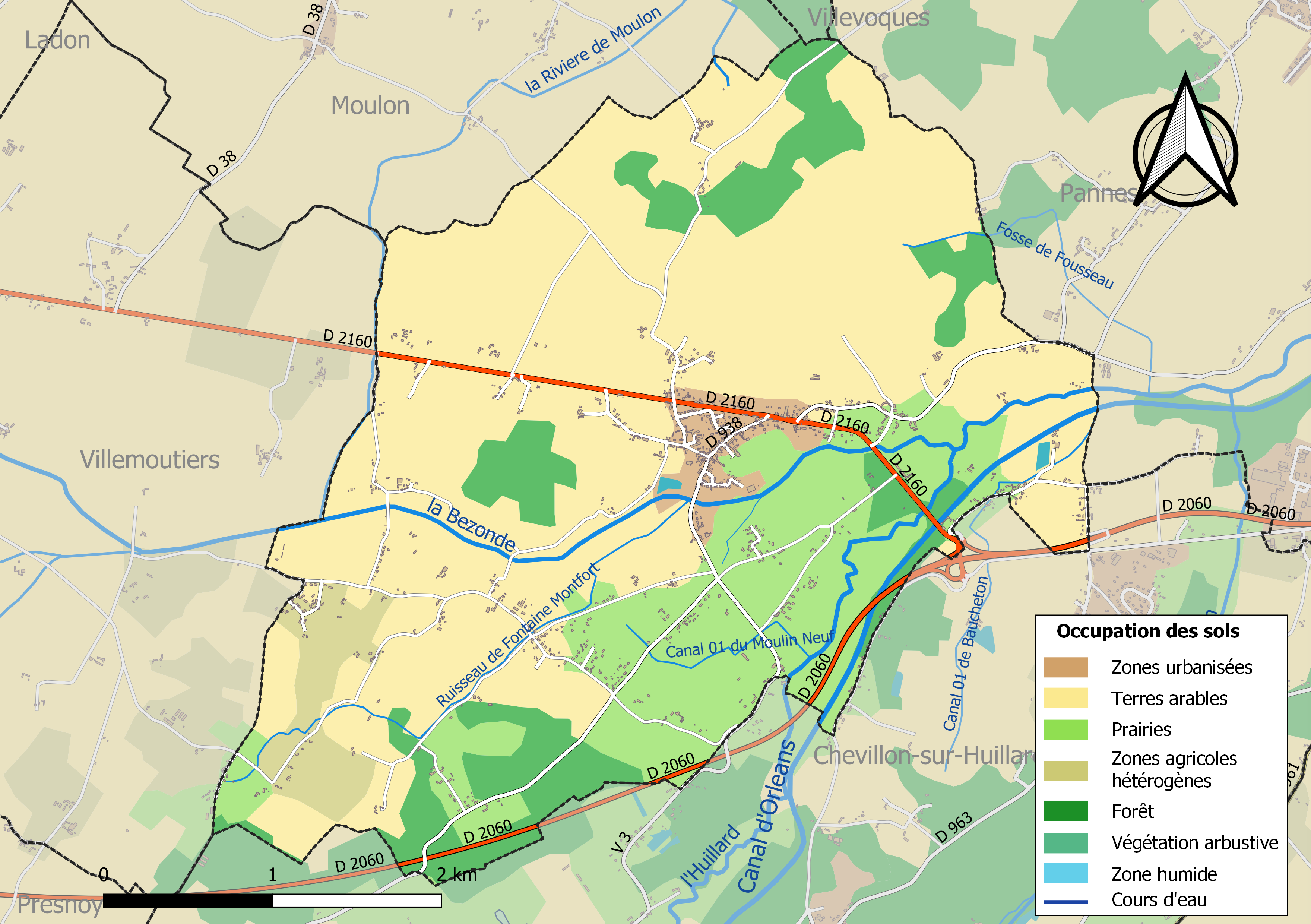
Kaart van de gemeente met de belangrijkste infrastructuur, bodemgebruik en omliggende gemeenten

## Demografie
Onderstaande figuur toont het verloop van het inwonertal (bron: INSEE-tellingen).